# Зенкино (Липецкая область)
Зе́нкино — село Чаплыгинского района Липецкой области, административный центр Зенкинского сельсовета.

## География
Село расположено на левом берегу реки Раковая Ряса в 21 км на юго-запад от райцентра города Чаплыгин.

## История
В качестве починка Раковые Рясы упоминаются в конце XVII ст. О времени первоначального построения церкви в селе сведений не имеется, и известий о ней не встречается до конца XVIII ст. В 1791 г., согласно просьбе иерея Максима Алексеева, дана была храмозданная грамота на построение в селе Раковых Рясах новой, вместо обветшавшей, церкви тоже храмонаименования – Христорождественской и на том же погосте, а в 1793 г. тот же иерей Максим Алексеев и однодворец М. Панкратьев доносили, что новопостроенная деревянная церковь к освящению состоит в готовности. В 1882 г. церковь эта была продана в село Комаревку.
Каменная Троицкая церковь с приделами Христорождественским и Скорбященским, расположенными в один ряд, начата постройкою 24 июня 1862 г., а окончена в 1871 г., главный престол освящен в честь Св. Троицы 29 мая 1871 г., а приделы – 21 октября 1873 г. Колокольня, состоящая из 3 этажей и имеющая в вышину до 50 арш., начата кладкою в 1872 г., в 1882 г. устроена каменная вокруг церкви ограда. В том же году близ церкви устроен был каменный дом, в котором помещалась школа, существовавшая с 1843 года. 
В XIX — начале XX века село являлось центром Зенкинской волости Раненбургского уезда Рязанской губернии. В 1906 году в селе было 414 дворов.
С 1928 года село являлось центром Зенкинского сельсовета Раненбургского района Козловского округа Центрально-Чернозёмной области, с 1944 года — в составе Колыбельского района, с 1954 года — в составе Липецкой области, с 1956 года — в составе Чаплыгинского района.

## Население
| 1859 | 1897  | 1906  | 2010 |
| ---- | ----- | ----- | ---- |
| 2370 | ↗2929 | ↗3013 | ↘492 |

## Инфраструктура
В селе имеется фельдшерско-акушерский пункт, отделение почтовой связи.

## Достопримечательности
В селе расположена Церковь Троицы Живоначальной (1871).